# اس‌اس نمادیک (۱۹۱۱)
اس‌اس نمادیک (۱۹۱۱) (به انگلیسی: SS Nomadic (1911)) یک کشتی است که طول آن ۲۲۰ فوت (۶۷ متر) می‌باشد. این کشتی در سال ۱۹۱۱ ساخته شد.